# Salt Lake City Open 1973
Il Salt Lake City Open 1973 è stato un torneo di tennis giocato sul sintetico indoor. È stata la 1ª edizione del torneo, che fa parte del Commercial Union Assurance Grand Prix 1973. Si è giocato a Salt Lake City negli Stati Uniti dal 5 all'11 febbraio 1973.

## Campioni

### Singolare maschile
Jimmy Connors ha battuto in finale  Paul Gerken con il punteggio di 6–1 6–2

### Doppio maschile
Mike Estep /  Raúl Ramírez hanno battuto in finale  Jiří Hřebec /  Jan Kukal con il punteggio di 6–4, 7–6